# NK Samobor

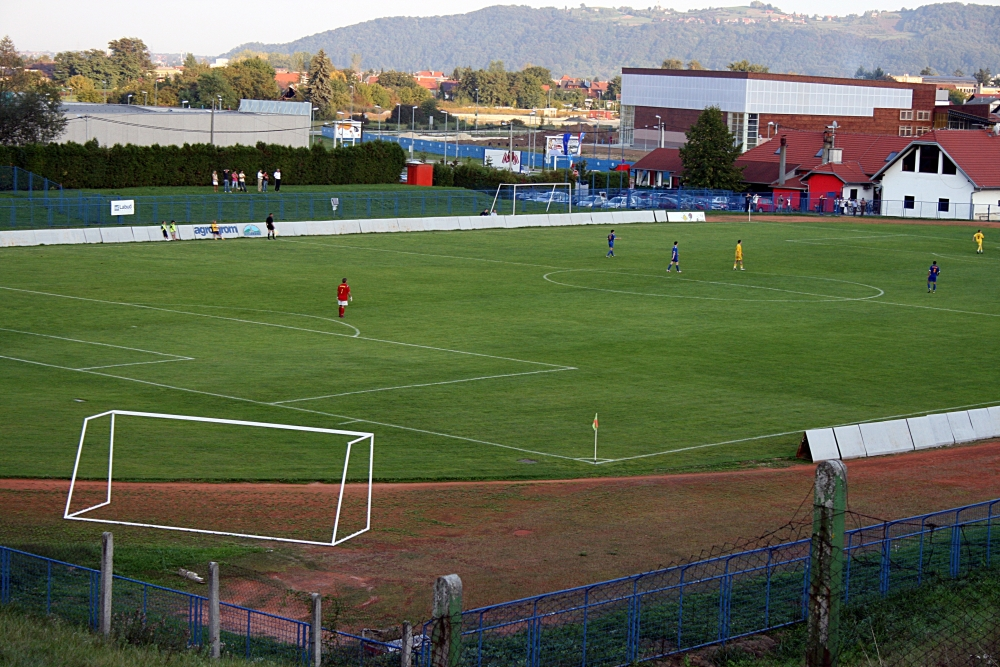
Stadion in Samobor

Der NK Samobor ist ein Fußballverein aus Samobor in Kroatien. Seine Heimspiele trägt der Verein im städtischen Stadion (kroat. gradski stadion) aus, das 5.000 Zuschauern Platz bietet.

## Geschichte
Am 1. Juli 1925 gegründet, führte der Weg des Vereins nach dem Bau des Stadions Mitte der 1970er Jahre in den 1980er Jahren aufwärts bis in die vierte Liga Jugoslawiens. In der letzten Spielzeit Jugoslawiens 1990/91 gelang die Meisterschaft in der Staffel Nord der damals viertklassigen kroatischen Liga und damit die Qualifikation für die 1992 neu gegründete 2. HNL. Den Aufstiegen 1996 in die 1. HNL-B und ein Jahr später in die 1. HNL-A folgten zwei Abstiege 1998 und 1999 bis in die dritte Liga Kroatiens. Nach einer weiteren Spielzeit (2001/02) in der zweiten Liga sowie einer (2007/08) in der Viertklassigkeit, spielt der Verein derzeit in der 3. HNL West.

## Trainer
- Zlatko Kranjčar (1998)

## Spieler
- Tomo Šokota (1996–1997)
- Zoran Ratković (2007)
- Slađan Ašanin (2007)